# ラウフハイム
ラウフハイム (ドイツ語: Lauchheim, ドイツ語発音: [ˈla‿uxha‿im]) は、ドイツ連邦共和国バーデン＝ヴュルテンベルク州シュトゥットガルト行政管区のオストアルプ郡に属す人口約5千人の小さな市である。

## 地理

### 位置
ラウフハイムは、シュヴェービッシェ・アルプの最東部を形成するヘルツフェルトの急斜面に面したヤクスト川の谷に位置している。高度はおよそ海抜 500 m である。シュトゥットガルトへは西に約 80 km、ウルムへは南南東に約 50 km の距離がある。また、アウクスブルクも南東約 70 km にある。

### 隣接する市町村
ラウフハイム市は、西と北はヴェストハウゼン、東はボプフィンゲン、南は郡庁所在地アーレンと境を接している。

### 市の構成
ラウフハイム市には、主邑のラウフハイムと、かつて独立した町村であったヒューレンおよびレッティンゲン、さらにこれらに含まれる12の村落、小集落、農場、住宅地が属している。

### 土地利用
| 土地利用種別面積 | 農業用地 | 森林   | 住宅地 | 産業用地 | 交通用地 | 水域  | レジャー用地 | その他 |
| ---------------- | -------- | ------ | ------ | -------- | -------- | ----- | ------------ | ------ |
| 面積 (km2)       | 16.32    | 20.77  | 1.01   | 0.20     | 1.58     | 0.14  | 0.14         | 0.70   |
| 占有率           | 39.9 %   | 50.8 % | 2.5 %  | 0.5 %    | 3.9 %    | 0.3 % | 0.3 %        | 1.7 %  |

州統計局の2015年現在のデータによる。

## 歴史

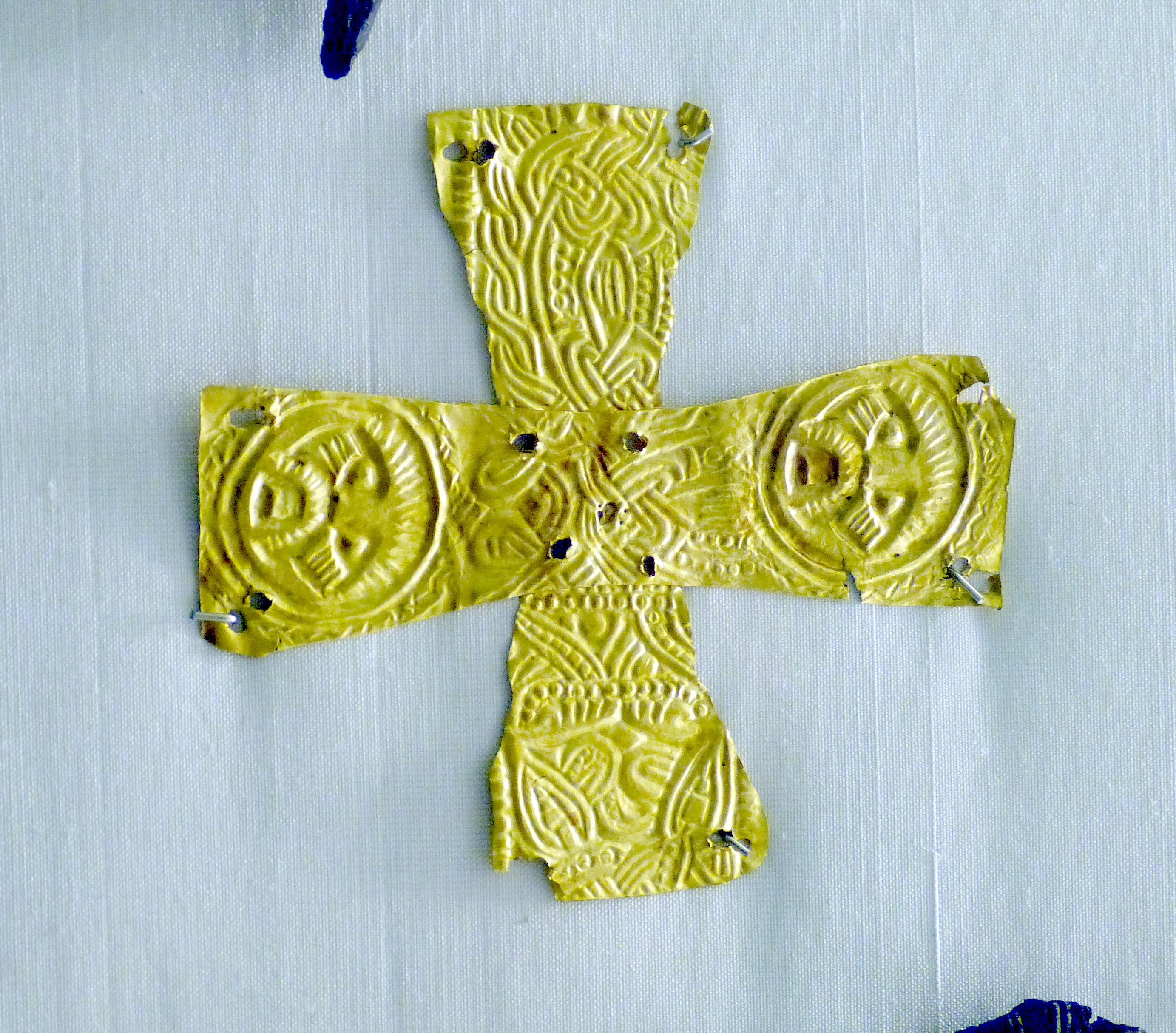
ラウフハイムの第38墓から出土した7世紀の金の十字架

ラウフハイム（Lauche = 「国境地域」で、おそらくシュヴァーベンとフランケンとの国境を意味する）は、ヤクスト川の谷を通る古い交易路沿いに位置している。この街道はヤクスト川の下流でラウフハイムを離れ、ネルトリンガー・リースを通ってドナウヴェルトに通じていた。市の北にケルト時代の方形の砦があったことが証明されている。市の西で行われた考古学的発掘により、中世初期から盛期の入植地、およびメロヴィング時代の付属墓地がほぼ完全に把握された。出土品はエルヴァンゲンのアレマン人博物館に収蔵されている。
1235年から1485年までグロムベルク城にちなんだ名を名乗る貴族一門があり、1248年に初めて文献記録がなされたこの村の領主であった。このグロムベルク家の他に、シェンケン・フォン・シェンケンシュタイン家やエルヴァンゲン修道院もラウフハイムに所領を有していた。
14世紀後半からドイツ騎士団がヤクスト川上流域の谷に勢力を拡大した。1400年頃に騎士修道会管区を設け、ラウフハイムがその中心地となった。この騎士修道会管区は、ドイツ騎士団フランケン管区に属した。1397年に街の防衛施設の建設が始まった。1398年に高等裁判権、1402年に市場開催権、1431年にボプフィンゲンをモデルとした自由権を伴う都市権が与えられた。しかし、この街は依然騎士団の領主権下におかれていた。三十年戦争では、1645年にこの街の大部分がフランス軍によって焼き払われた。1806年にドイツ騎士団はナポレオンによって解体され、市およびカプフェンブルクはヴュルテンベルク王国領となった。
ヒューレン（旧ドイツ騎士団騎士修道会管区領）とレッティンゲン（旧エッティンゲン侯領）は1810年からオーバーアムト・ネーレスハイムに属し1938年にアーレン郡所属となったが、中核市区は1806年にオーバーアムト・エルヴァンゲンに編入されて1938年にやはりアーレン郡に組み込まれた。1973年の郡の再編により、現在の市域全体が新たに設けられたオストアルプ郡に編入された。1974年12月31日にヒューレンがラウフハイムに合併した。現在の市は、1975年1月1日にレッティンゲンがラウフハイムに合併して成立した。
市の祝日は7月4日で、これは1431年に都市権が与えられたことを記念したものである。

## 住民

### 宗教

#### 教会

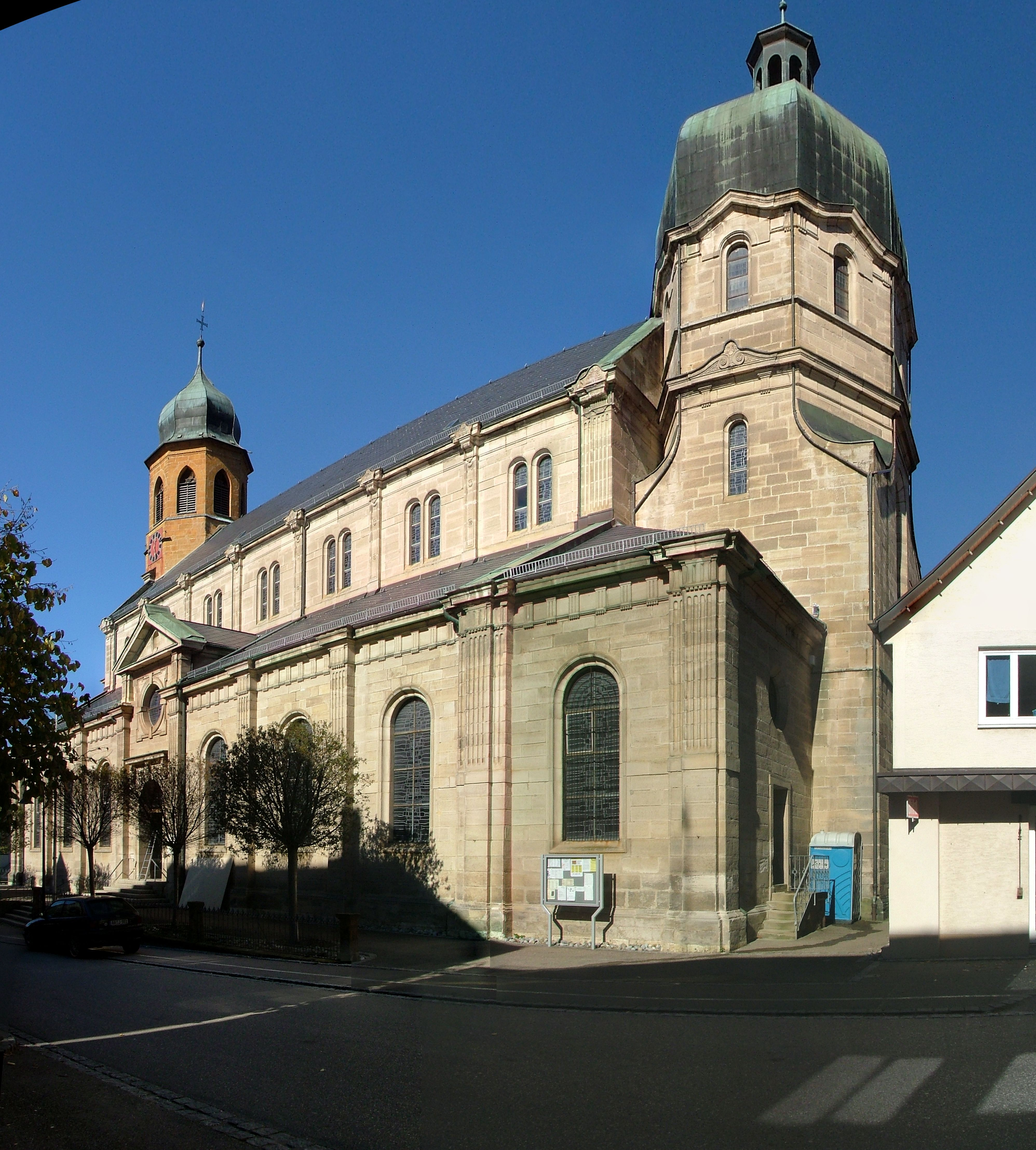
カトリックの市教区教会聖ペトルスおよびパウルス教会

1248年に記録が遺る教会区は、1363年にドイツ騎士団メルゲントハイム騎士修道会管区に移され、これに統合された。ラウフハイム騎士修道会管区は1538年に設けられた。
ラウフハイムには、ローマ＝カトリック教会も福音主義教会も教会区を有している。カトリックの市教区教会聖ペトルスおよびパウルス教会は、ゲオルク・フォン・モルロークによって建設され、1868年に献堂された。ラウフハイム＝ヴェストハウゼン福音主義教会区は市中心部の中世後期に建てられたバルバラ礼拝堂を利用している。

#### シナゴーグ
1658年、カトリック司祭の抵抗にもかかわらず、ラウフハイムは、エッティンゲンの領邦から放逐されたユダヤ人 6人の保護を引き受けた。1788年には 18家族 88人のユダヤ人がこの街に住んでいた。ラウフハイムは初め独自のラビ管区の本部所在地であったが、その後エリンゲン（1806年まで）、ヴァラーシュタイン（1832年まで）、オーバードルフのラビ管区に属した。ユダヤ人の人口は1858年頃に176人のピークに達した後、多くが移住していった。1900年には47人、1910年には32人のユダヤ人がラウフハイムにいた。1922年にコミュニティーは解体され、残っていたユダヤ人はオーバードルフに属した。1933年にこの街に住んでいた7人のユダヤ人のうち、6人がホロコーストで命を落とした。
1686年に記録されたシナゴーグは、1743年に不注意から焼失し、このためにユダヤ教会は処罰を受けた。1668年から1770年までの間に新しいシナゴーグが建設され、1856年/57年には領邦の許可を得て修復、増築がなされた。20世紀初めには、礼拝に必要なミニヤーンを設けることが困難になり、遅くとも1920年にはシナゴーグが閉鎖され、その建物は1921年に売却された。すでにシナゴーグとして使われていなかったにもかかわらずこの建物は1938年の「水晶の夜」に放火された。しかし火災は消火された。戦後は倉庫として利用されていたが、1965年に取り壊された。
ユダヤ教の宗教学校は1829年に初めて記述され、1849年/50年に教団は新しい建物を購入し、教団ホールを有する学校に改築した。地下倉庫にはミクワーが設置された。この建物は現存している（ビーンネン通り15番地、プファラー＝ベストリン通りとの角）。ラウフハイムのユダヤ人墓地はアウフハウゼンにあった。

## 行政

### 行政連合
この街は、ヴェストハウゼンに本部を置くカプフェンブルク自治体行政連合に加盟している。

### 市議会
ラウフハイムの市議会は、議長を務める市長のほか、18人の議員で構成されている。

### 姉妹都市
- ラッテンベルク（ドイツ語版、英語版）（オーストリア、チロル州）

## 文化と見所

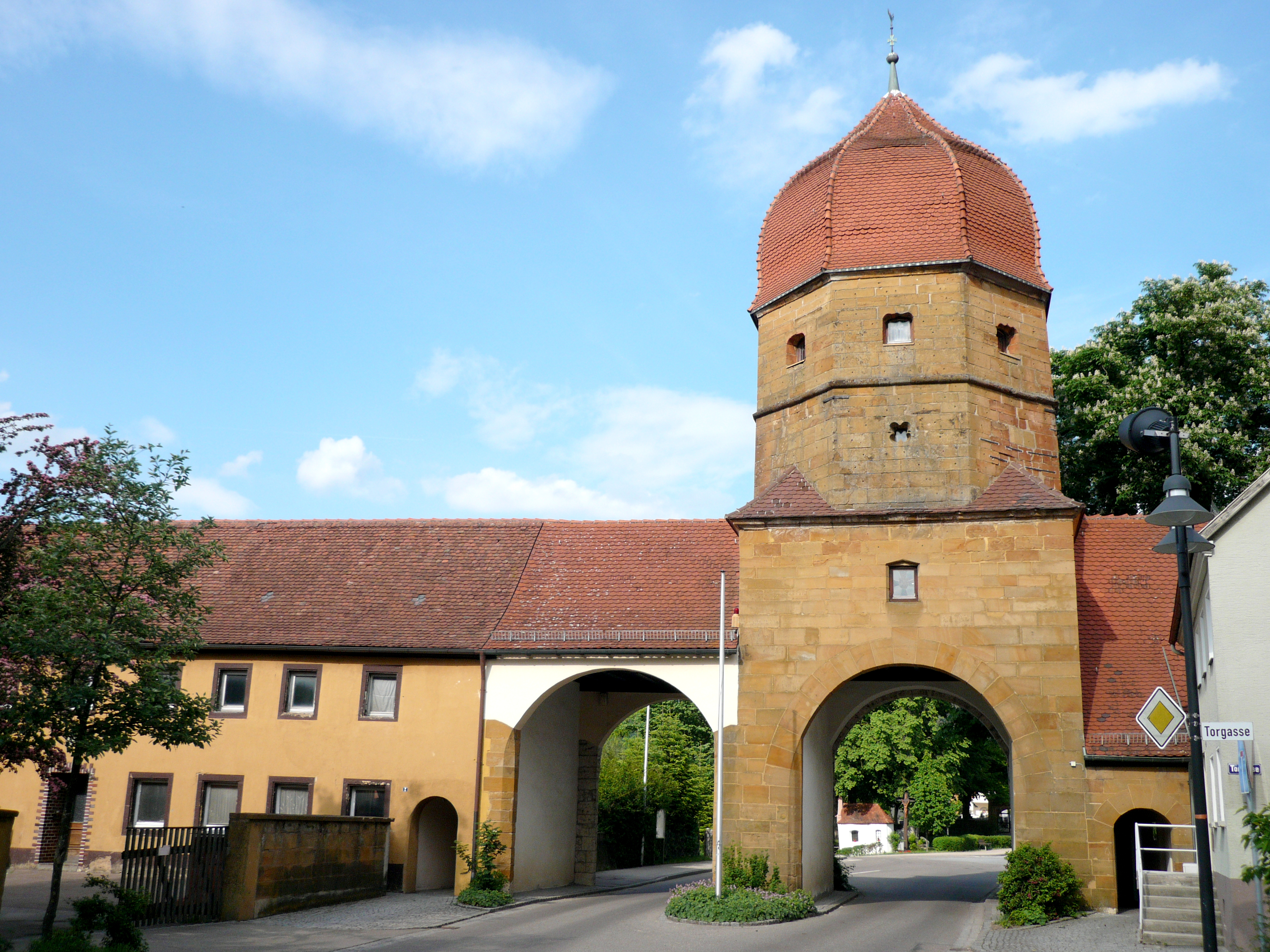
郷土博物館が入居しているオーベレス・トーア

### 博物館
郷土博物館は、この街の象徴的建造物である1621年建造のオーベレス・トーア（上の門）に入居している。全国的に有名なラウフハイムからの出土品はここにはなく、エルヴァンゲンのアレマン人博物館とコンスタンツの州立考古学博物館に収蔵されている。

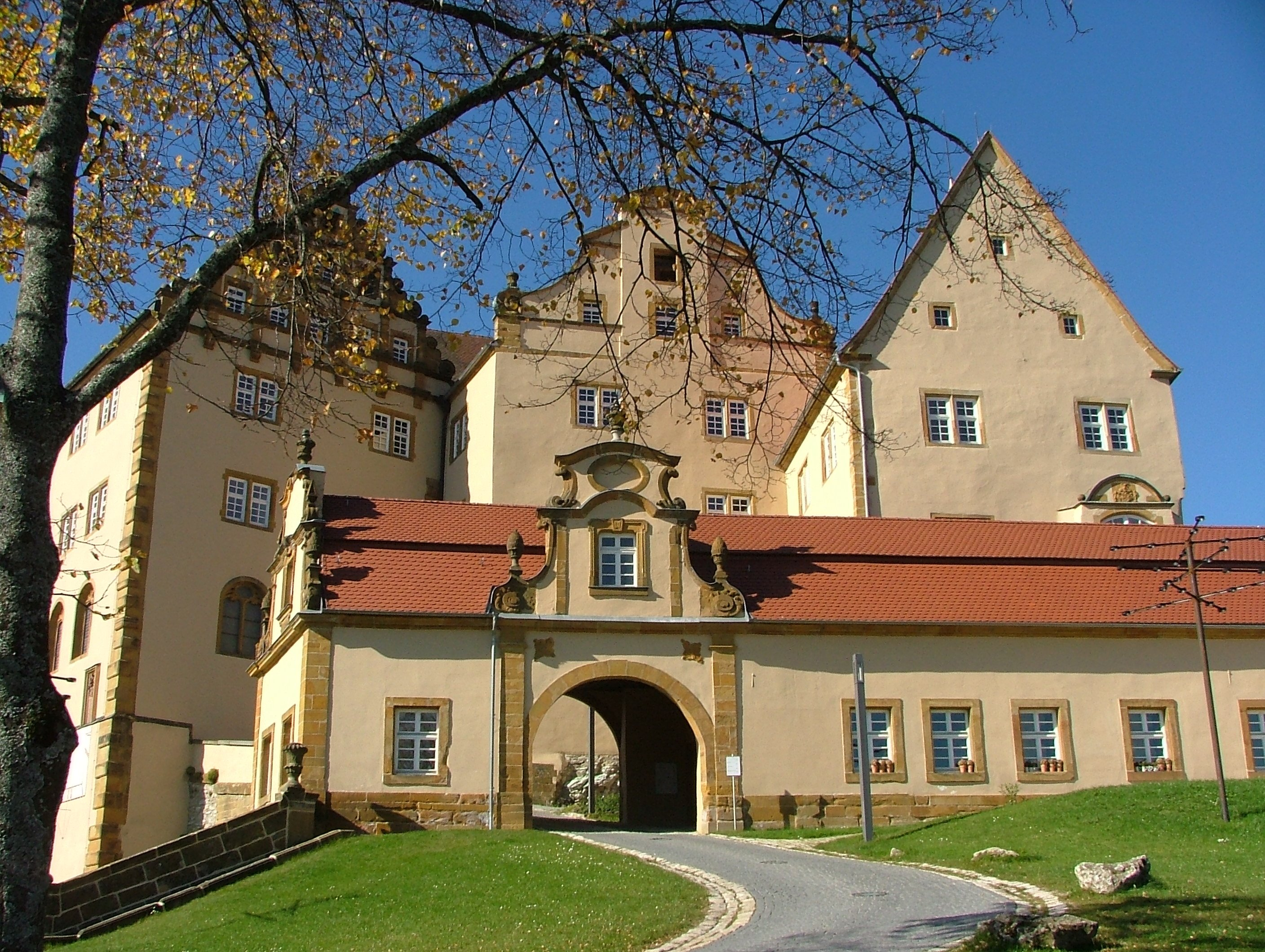
カプフェンブルク城

### 建築物
カプフェンブルク城は、街からの高さ約130 m の張り出した山に建っている。この城は、何世紀もの間に砦から城館へと改築されたが、一度も破壊されていない。このため、様々な時代の建築様式が混じり合い、個性的なアンサンブルに統合されている。現在は、国際音楽学校アカデミーが城館内に入っている。

### 年中行事
- 7月4日: 子供祭がある市の祝日

## 経済と社会資本

### 交通
ラウフハイムは 6 km 離れた連邦アウトバーン A7号線のアーレン/ヴェストハウゼン・インターチェンジ経由で広域道路網に接続している。連邦道 B29号線（ヴァイブリンゲン - ネルトリンゲン）は、以前は街の中を通っていたが、現在はバイパス道路で迂回している。
リース鉄道（アーレン - ドナウヴェルト）のラウフハイム駅にはレギオナルバーンが発着する。

### 教育
ラウフハイムのドイチュオーデン＝シューレは統合型学校である。多くの建物に分かれた基礎課程学校、本課程学校、実科学校が1つの学校管理体制下に統合されている。これより上級の学校は、アーレン、ボプフィンゲン、エルヴァンゲンにある。さらに市立幼稚園が3園、ローマ＝カトリック教会が運営する幼稚園が2園ある。